# شل سیلورستاین
شل سیلورستاین با نام کامل شلدون آلن سیلورستاین (به انگلیسی: Sheldon Allan Silverstein) شاعر، نویسنده، کاریکاتوریست و خواننده آمریکایی در ۲۵ سپتامبر ۱۹۳۰ در شیکاگو، ایلینوی متولد شد و در ۱۰ مه ۱۹۹۹ بر اثر حمله قلبی درگذشت.

## زندگی
پدر او ناتان و مادرش هلن نام داشت و نام خودش شلدون آنی سیلورستاین بود. او یک دختر و یک پسر داشت، دخترش شوشانا در ۱۱ سالگی از دنیا رفت و تنها پسرش ماتیو در هنگام فوت پدر ۱۲ سال داشت. او هرگز نمی‌خواست که برای بچه‌ها بنویسد و با اصرار یکی از دوستانش که نویسندهٔ کودکان بود به جهان ادبیات کودک داخل شد و سبکی جدید و تک را بنیان نهاد. سیلورستاین اگرچه به عنوان شاعر و نویسندهٔ کودکان شناخته می‌شود اما آثارش بین بزرگسالان نیز بسیار دوست داشتنی است.

## فعالیت هنری
وی در سال ۱۹۵۰ در ارتش آمریکا به خدمت فراخوانده شد و از همان زمان کار نقاشی کارتونی را برای برخی از مجلات مثل استریپس، استارس، پاسیفیک آغاز کرد.
سیلورستاین از کودکی استعداد ذاتی خاصی در نقاشی و نوشتن داشت. خودش بعدها در جایی می‌نویسد که این دو کار نقاشی و نوشتن تنها اموری بودند که وی در آنها موفق بود. معروفترین آثار سیلورستاین آثاری است که او برای کودکان نوشته‌است؛ هرچند آثار وی در گروه سنی و مخاطب خاصی نمی‌گنجد و بسیاری از آثار او محبوبیت قابل توجهی در بین بزرگسالان دارد.
شل سیلورستاین برای مجله پلی‌بوی طراحی می‌کرد و شعر و قصه می‌نوشت.

## آثار
برخی از آثار سیلورستاین که به فارسی ترجمه شده‌است:
- یک زرافه و نصفی (۱۹۶۴)
- درخت بخشنده (۱۹۶۴)
- کسی یک کرگدن ارزان نمی‌خواد؟ (۱۹۶۴)
- جایی که پیاده‌رو تموم می شه (۱۹۷۴)[۶]
- در جستجوی قطعهٔ گم‌شده (۱۹۷۶)
- آشنایی قطعهٔ گم‌شده با دایرهٔ بزرگ (۱۹۸۱)
- نوری در اتاق زیر شیروانی (۱۹۸۱)[۷]
- با همه مخلفات[۸]
- بالا افتادن[۹] (این کتاب را در ایران با نام وقتی به سن تو بودم نیز می‌شناسند)
- ترانه‌ها[۱۰]
- کافه خوش‌خوراک رزالی[۱۱]
- لافکادیو، شیری که جواب گلوله را با گلوله داد
- بابانوئل نو
- راهنمایی پیش آهنگی عمو شلبی
- «پاهای کثیف»
- «هملت»
- «قهرمان»
- «عاشقانه‌ها»
- «کمی نوازشم کن»
- «من و دوست غولم»
- آقای باکلاه _آقای بی کلاه